# Dieter Adam (Mediziner)
Dieter Adam (* 25. Oktober 1935 in München) ist ein deutscher Mediziner. Er ist Kinderarzt, Apotheker und Hochschullehrer.

## Werdegang
Dieter Adam, Sohn von Gertrud Adam, geborene Wagner, und des promovierten Apothekers August Adam, studierte Pharmazie und Medizin an der Universität München. Er wurde 1962 im Fach Medizin zum Dr. med. und 1967 im Fach Pharmakologie zum Dr. rer. nat. promoviert. Er absolvierte  Facharztweiterbildungen für Kinderheilkunde, für Medizinische Mikrobiologie und Infektionsimmunologie sowie für Klinische Pharmakologie. Im Jahr 1972 folgte in München die seine Habilitation für das Fach Kinderheilkunde. Von 1975 bis 1983 war er Oberarzt an der Kinderklinik der Universität München, zudem Apotheker, und, nach Erhalt seines Diploms für Mikrobiologie (DGHM), von 1983 bis 2001 Leiter der Abteilung für Antimikrobielle Therapie und Infektionsepidemiologie an der Universitätskinderklinik München.
Im Jahr 1978 wurde er zum außerplanmäßigen Professor an der Universität München ernannt, 1980 zum außerordentlichen Professor für Kinderheilkunde. Von 1993 bis 1999 war er Prorektor der Universität München.
Adam hatte die Schriftleitung von Münchner Ärztliche Anzeigen und der Zeitschrift für antimikrobielle und antineoplastische Chemotherapie und Fortschritte. Er war Vorstandsmitglied der Bayerischen Landesärztekammer und von 1982 bis 1986 Präsident der Paul-Ehrlich-Gesellschaft für Chemotherapie sowie von 1993 bis 1999 Präsident der Deutschen Gesellschaft für pädiatrische Infektiologie. Von 1992 bis 2002 war er Vorsitzender der Ethikkommission der Bayerischen Landesärztekammer.
Dieter Adam ist evangelisch, verheiratet seit 1964 mit der promovierten Adelheid Adam, lebt in Baierbrunn bei München und hat zwei Kinder (Christoph und Barbara).

## Ehrungen
- 1995: Ehrendoktor der Universität Trnava (Slowakei)
- 1998: Ehrendoktor der Universität Breslau
- 2000: Verdienstkreuz am Bande der Bundesrepublik Deutschland

## Veröffentlichungen
- Handbuch für den Pharmareferenten. 1984.